# 紅外線搜尋追蹤系統

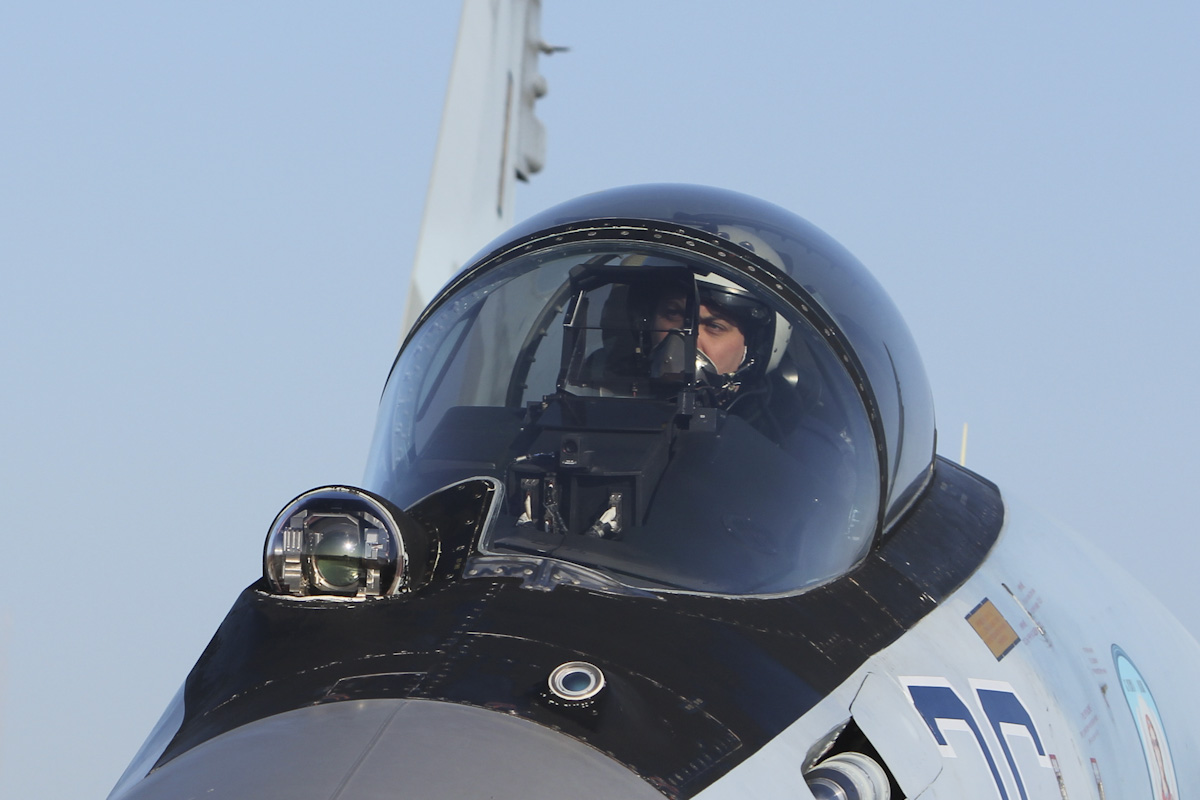
苏霍伊 Su-35上的 IRST 传感器。

红外搜索和跟踪（Infrared search and track，簡稱IRST ）系统，又称红外瞄准和跟踪，是一种检测和跟踪发出红外辐射的物体的方法，例如喷气式飞机和直升机的红外特征。 
IRST即从前视到全方位态势感知。此类系统是无源的（热成像相机），这意味着它们与雷达不同，它们本身不会发出任何辐射，因此难以被发现。
然而，由于在大气层中会在一定程度上衰减红外线（尽管不如可见光那么多），而且恶劣天气也会衰减红外线（同样，不像可见光系统那么严重），因此它们的有效距離比雷达短。在一定范围内，由于波长较短，IRST的角分辨率优于雷达。

## 历史

### 早期的IRST

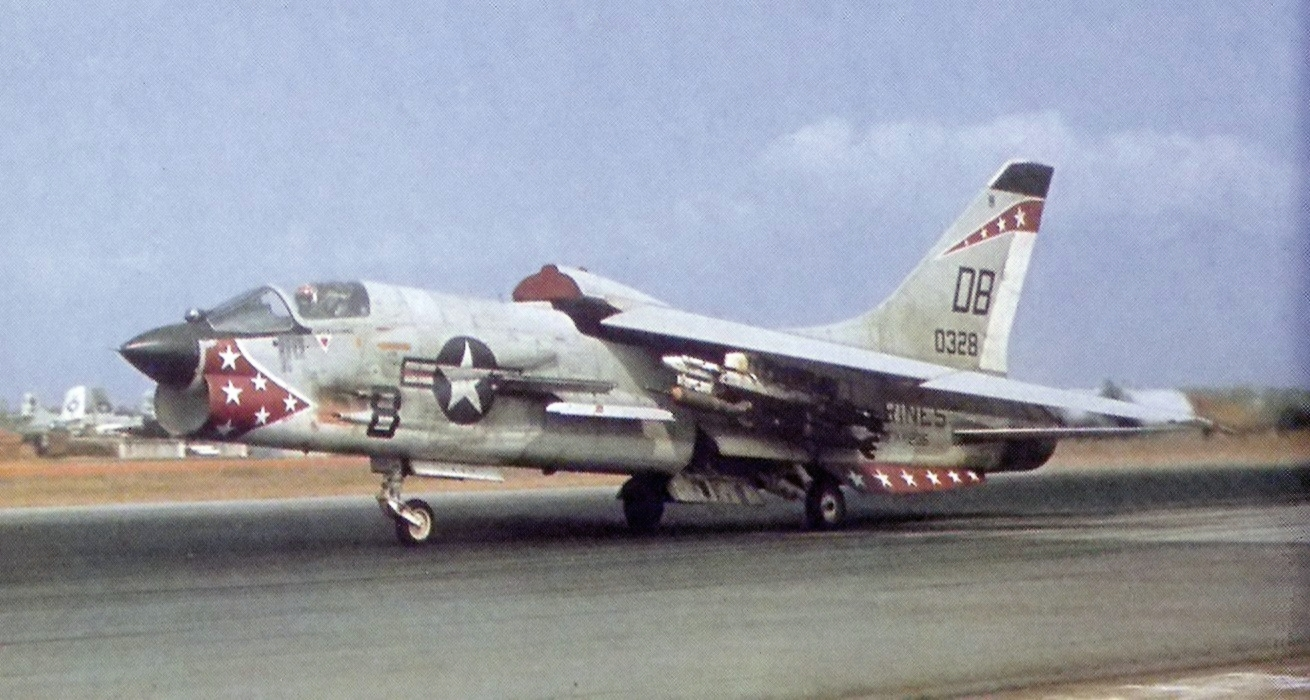
1966 年 4 月，一架VMF(AW)-235的 F-8E 在岘港，在座舱盖前展示了 IRST。

首次使用 IRST 系统的似乎是F-101 、 F-102三角剑战斗机和F-106三角标枪拦截机。 F-106 的早期 IRST 支架于 1963 年更换为生产的可伸缩支架。  IRST 还被纳入沃特F-8戰鬥機（F-8E 变体）中，它允许被动跟踪热排放，类似于后来安装在早期F-4 幽灵II上的德州仪器AAA-4。 

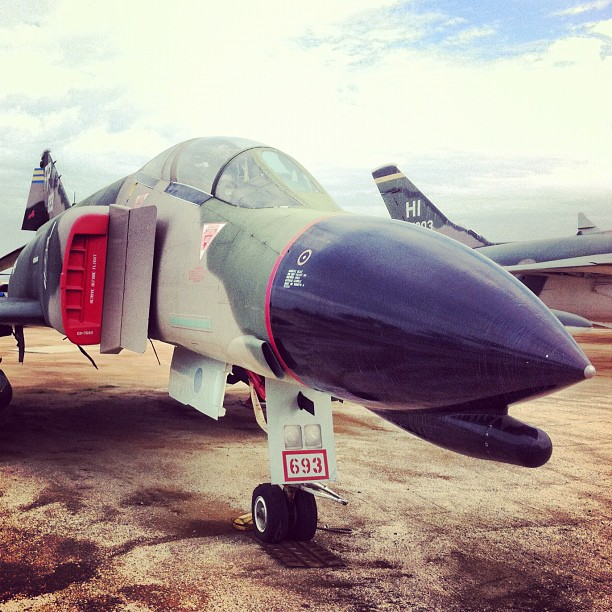
F-4 幽灵II 机头下的 AN/AAA-4 IRST

F-4 幽灵II 在早期生产飞机 F-4B 和 F-4C 的机头下方配备了德州仪器 AAA-4 红外导引头 ，但由于功能有限，没有安装在后来的F-4D天光上， 但保留了凸起部分，实际上一些F-4D天光 还对 IRST 接收器进行了改装。 
F-4E 消除了 AAA-4 IRST 凸起，并安装了一个内部机枪支架，占据了机头下方的区域。 配备脉冲多普勒雷达的 F-4J 还取消了 AAA-4 IRST 接收器和机头下方的凸起。 
东欧国家首次使用 IRST 是俄罗斯米格航空器集团米格-23战斗机   MiG-23 使用 (TP-23ML) IRST，后续版本使用 (26SH1) IRST。 俄罗斯米格航空器集团米格-25 PD 还在机头下方配备了小型 IRST。 
瑞典J-35F2 龍（J 35战斗机）(1965) 也使用了 IRST，休斯飞机公司的N71。

### 后期的IRST
从 20 世纪 80 年代开始，随着二维传感器的引入，IRST 系统重新出现在更现代的设计中，这暗示了水平和垂直角度。灵敏度也大大提高，从而获得更好的分辨率和范围。近年来，新系统已进入市场。 2015 年，诺斯罗普·格鲁曼公司推出了 OpenPod(TM) IRST 吊舱， 它使用了李奧納多公司)的传感器。 

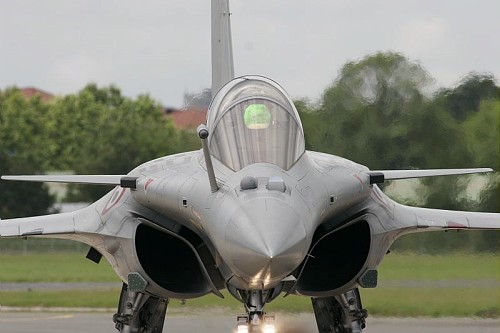
达索阵风战斗机的Optronique secteur frontal (IRST)，位于驾驶舱下方和加油杆侧面。左侧是主红外传感器（100 公里范围），右侧是带激光测距仪的电视/红外识别传感器（40 公里范围）

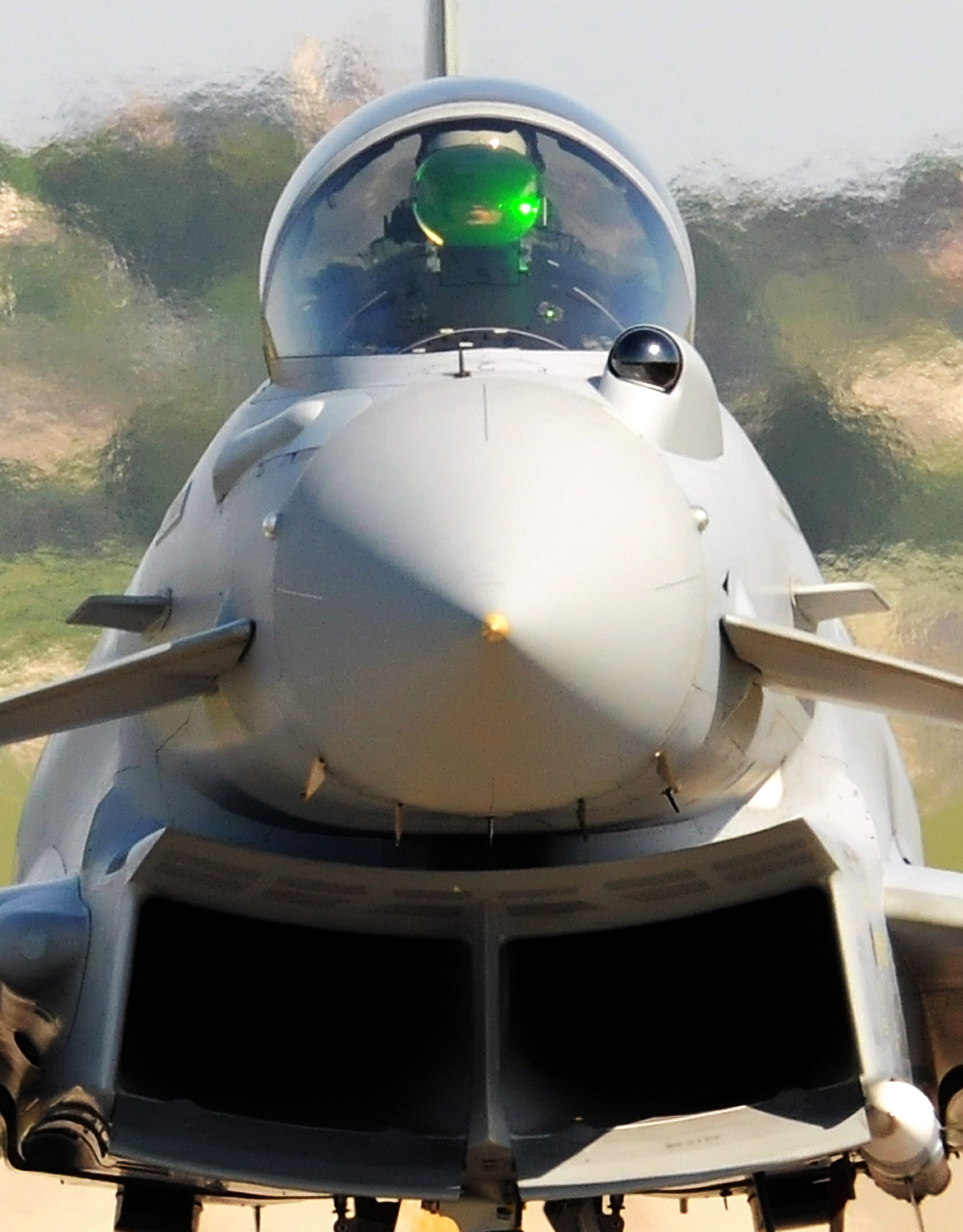
欧洲台风战斗机与 FLIR PIRATE IRST

虽然 IRST 系统在飞机中最常见，但陆基、船舶和潜艇系统也可用。   

### 分布式孔径系统
F-35配备的红外搜索和跟踪系统AN/AAQ-37分布式孔径系统 (DAS)，由飞机周围的 6 个红外传感器组成，可实现全球形覆盖，提供日/夜成像并充当 IRST 和导弹接近警告系统。 
成都飞机工业集团的歼-20和沈阳飞机工业集团FC-31与EORD-31系统具有相似的设计理念，可提供360度IRST覆盖。  IRST 系统还可用于探测隐形飞机，在某些情况下，其性能优于传统雷达。 

## 技术
这些是相当简单的系统，由红外传感器和前面的水平旋转快门组成。快门受驾驶舱主拦截雷达显示器下方显示器的控制。任何落在传感器上的红外光都会在显示屏上产生一个“点”，其方式类似于早期雷达上使用的B 型示波器。
该显示器的主要目的是让雷达操作员能够手动将雷达转向目标的大致角度，在雷达系统必须手动“锁定”的时代。该系统被认为用途有限，并且随着更多自动化雷达的引入，它们从战斗机设计中消失了一段时间。

## 使用环境
检测范围随外部因素变化，例如
- 云
- 高度
- 温度
- 目标姿态
- 目标速度

海拔越高，大气密度越小，吸收的红外辐射就越少——尤其是波长较长的情况。空气与飞机之间摩擦力减少的效果并不能补偿红外辐射更好的传输。因此，在高海拔地区红外探测距离更长。
在高海拔地区，温度范围为 -30 至 -50 °C - 提供飞机温度和背景温度之间更好的对比度。
欧洲台风战斗机的FLIR PIRATE IRST 的搜索范围在 50 至 80 公里之间，但最远可达150 公里。目標识别距离可超过 40 公里。然而，天气条件会影响基于紅外线的目标搜寻和目目标距离的表现 。 如果目标使用後燃器，则可能会在更远90公里或以上的距离发现目标。
可以充分自信地识别目标以决定武器发射的范围明显低于探测范围 - 制造商声称它约为探测范围的 65%。

## 使用方式和策略

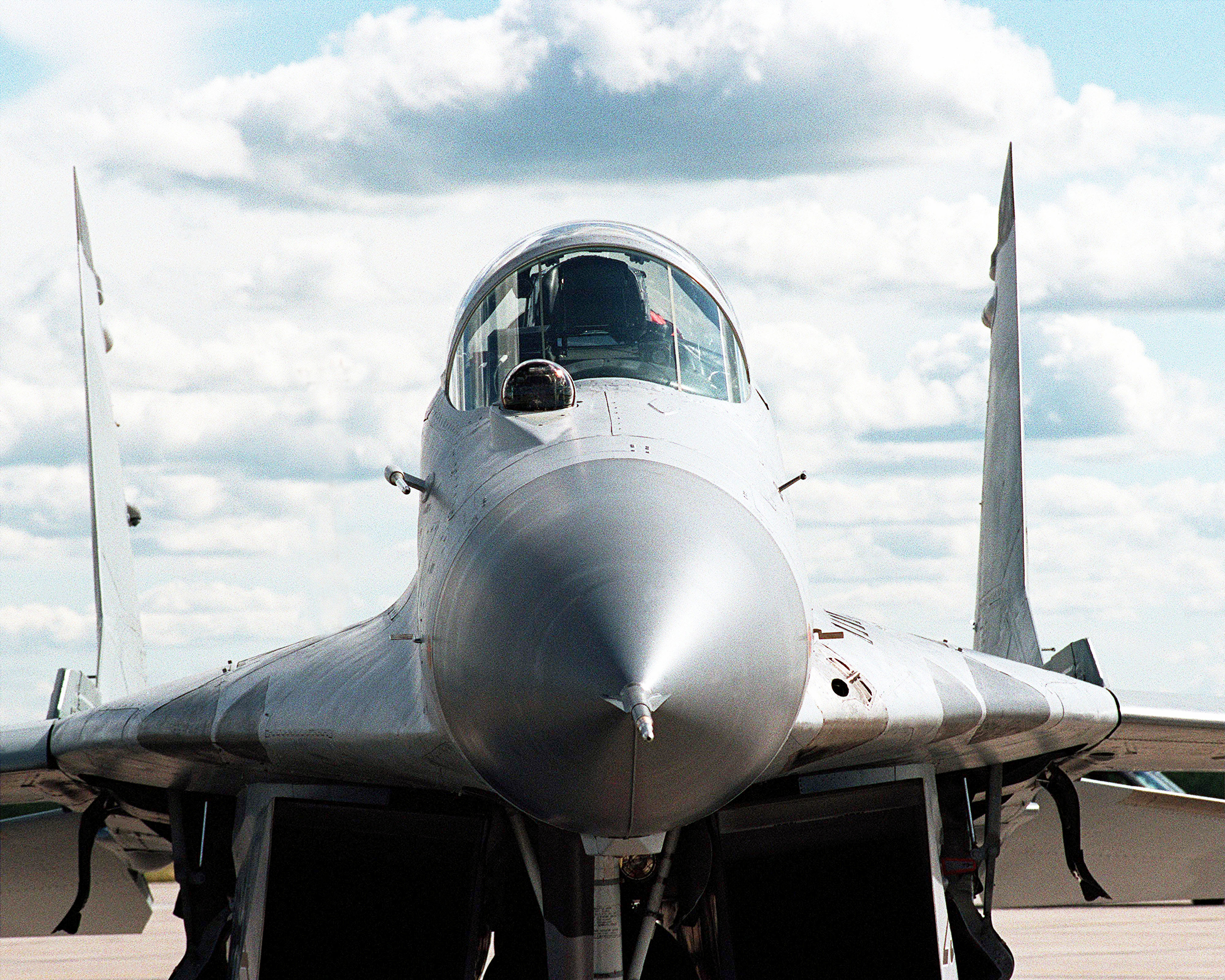
MiG-29 雷达天线罩和 雷达天线罩左上方的S-31E2 KOLS IRST

借助红外线导引或射後不理导弹，战斗机可以在根本不需要打开雷达装置的情况下向目标开火。否则，如果需要的话，战斗机可以在开火前立即打开雷达并实现锁定。战斗机也可以接近机炮射程内并以这种方式交战。
无论他们是否使用雷达，IRST系统仍然可以让他们发动偷袭。
IRST 系统还可能有一个附属的常规放大光学瞄准器，以帮助配备 IRST 的飞机识别远距离目标。与普通的前视红外系统相反，IRST 系统实际上会扫描飞机周围的空间，类似于机械（甚至电子）引导雷达的工作方式。扫描技术的例外是F-35的DAS，它同时盯着各个方向，自动检测和报告各个方向的飞机和导弹，同时跟踪的目标数量没有限制。
当他们发现一个或多个潜在目标时，他们会向飞行员发出警报，并在屏幕上显示每个目标相对于飞机的位置，就像雷达一样。再次与雷达的工作方式类似，操作员可以告诉 IRST 在识别出感兴趣的特定目标后对其进行跟踪，或者如果认为目标存在（例如，由于来自预警机或其他飞机的建议）。
IRST系统可以结合激光测距仪，以便为火炮射击或发射导弹（ Optronique secteur frontal ）提供完整的火控解决方案。大气传播模型、目标视表面和目标运动分析 (TMA) IRST 的结合可以计算距离。
美国空军目前正在为其 F-15 飞机寻求 IRST 系统。 

## 现代 IRST 系统列表
现代著名的 IRST 系统（请注意这里的分类是国家的IRST系统分类，不是武器分类）：
- 中國
  - 成都飞机工业集团 歼-10B/C/D
  - 沈阳飞机工业集团 歼-11/15/16
  - 成都飞机工业集团 歼-20 (EORD-31 with 360 degree IRST coverage named Distributed aperture system)
  - 沈阳飞机工业集团 FC-31/J-35 (Electro-optical targeting system)
- 法國
  - 地平线级驱逐舰(Safran Vampir MB)
  - 地平线级驱逐舰(Safran EOMS-NG)
  - 独岛号两栖攻击舰 amphibious assault ship (Safran Vampir MB)
  - 世宗大王級驱逐舰 (Safran Vampir NG)
  - 纽澳军团级巡防舰 (Safran Vampir NG)
  - 堪培拉级两棲攻击舰 (Safran Vampir NG)
  - 霍巴特级驱逐舰 (Safran Vampir NG)
  - <i id="mw0Q">Cassard</i>-class frigate (Safran EOMS-NG)
  - 花月级巡防舰 (Safran EOMS-NG)
  - 贝努纳级护卫舰(Safran EOMS-NG)
  - 追风级护卫舰 (Safran EOMS-NG)
  - 戴高乐号航空母舰 (Thales ARTEMIS)
  - 欧洲多用途巡防舰 (Thales ARTEMIS)
  - 阵风战斗机 (Safran/Thales Optronique secteur frontal OSF)[22]
- 義大利
  - 加富尔号航空母舰 (Leonardo SASS)
  - 欧洲多用途巡防舰 (Leonardo SASS)
  - 多哈级护卫舰 (Leonardo SASS)
  - <i id="mw9Q">Musherib</i>-class offshore patrol vessel (Leonardo SASS)
  - JAS 39狮鹫战斗机 (Leonardo Skyward-G)[23]
  - 第里雅斯特级兩棲突击舰 (Leonardo DSS-IRST)
- 義大利 /  西班牙 /  英国
  - 台风战斗机 (EuroFIRST PIRATE[24])[25][22]
- 日本
  - F-15J战斗机
- 荷蘭
  - 哈利法克斯级巡防舰 (Thales Nederland Sirius)
  - 七省级巡防舰 (Thales Nederland Sirius)
  - 薩克森級巡防艦(Thales Nederland Sirius)
- 俄羅斯
  - 苏霍伊航空集团苏-27战斗机 (OEPS-27/30; OLS-35)[26]
  - 俄罗斯米格航空器集团米格-31战斗机(8TK)[27]
  - 俄罗斯米格航空器集团米格-29战斗机 (OEPS-29/OLS-13SM-1)[26]
  - 俄罗斯米格航空器集团米格-35战斗机(OEPS-29/OLS-13SM-1)[26]
  - 苏霍伊航空集团苏-57战斗机 (101KS-V)
- - 马罗岛号两栖攻击舰amphibious assault ship (Hanwha SAQ-600K)
  - 大邱级巡防舰 (Hanwha SAQ-600K)
  - KF-21战斗机
- 西班牙
  - 波尼法斯级巡防舰 (Indra/Tecnobit IRST i110)
- 瑞典
  - JAS 39狮鹫战斗机 (Skyward-G)
- 土耳其
  - 巴巴洛斯級巡防舰 (Aselsan PIRI)
  - 阿纳多卢号两栖攻击舰 (Aselsan PIRI)
  - 伊斯坦堡級巡防舰 (Aselsan PIRI)
  - TFX战斗机
- 美国
  - 格鲁门航太公司F-14雄貓战斗机(AN/AAS-42 IRST)[22]
  - 麥克唐納-道格拉斯公司F-15鹰式战斗机 (Lockheed Martin Legion Pod)[28]
  - 波音F-15K/SG Strike Eagle (AN/AAS-42 “Tiger Eyes”)
  - 波音F-15SA/QA/IA Advanced Eagle (“Tiger Eyes”)
  - 波音F-15EX 鹰 II (Lockheed Martin Legion Pod)
  - Lockheed Martin F-16C/D/V (Lockheed Martin Legion Pod)
  - 洛克希德·马丁F-16战隼战斗机E/F Block 60/62 (AN/AAQ-32 IFTS)
  - 波音F/A-18E/F超级大黄蜂 Block III (IRST21)
  - 洛克希德·马丁F-22猛禽战斗机(long range AIRST)[29]
  - 洛克希德·马丁F-35闪电II战斗机(AN/AAQ-40 光電瞄準系統, AN/AAQ-37分佈式孔徑系統)
  - 阿利·伯克级驱逐舰 (Mark 46 Mod 1 on Flight I/II/IIA, Mark 20 Mod 1 on Flight III)
  - 方阵近迫武器系统 Block 1B

战斗机携带 IRST 系统，以便在情况需要时代替雷达使用，例如在机载预警和控制(AWACS) 飞机的控制下跟踪其他飞机时，或执行地面控制拦截(GCI) 时，其中外部雷达用于帮助战斗机引导至目标，一旦战斗机进入射程，IRST 用于拾取并跟踪目标。

## 也可以看看
- 光电瞄准系统
- AN/AAQ-37 电光分布式孔径系统

### 引文
1. ↑  Mahulikar, S.P., Sonawane, H.R., & Rao, G.A.: (2007) "Infrared signature studies of aerospace vehicles", Progress in Aerospace Sciences, v. 43(7-8), pp. 218-245.
2. ↑  Kinzey 1983, p. 12.
3. 1 2  Sweetman 1987, p. 552.
4. ↑  Sweetman 1987, p. 526.
5. ↑  Sweetman 1987, p. 532.
6. ↑  Sweetman 1987, p. 537.
7. ↑  Eden 2004, p. 279.
8. ↑  .   [2023-11-25]. （原始内容存档于2009-06-10）.
9. ↑  .   [2023-11-25]. （原始内容存档于2021-09-03）.
10. ↑  .   [2023-11-25]. （原始内容存档于2021-03-30）.
11. ↑  Peter G. Dancey(2015)Soviet Aircraft Industry,Fonthill Media
12. ↑  . Northrop Grumman.   [2016-11-03]. （原始内容存档于2015-09-04） （美国英语）.
13. ↑  Drew, Carey. . Flight Global.   [5 June 2015]. （原始内容存档于2015-06-07）.
14. ↑  .   [2023-11-25]. （原始内容存档于2023-03-11）.
15. ↑  .   [2023-11-25]. （原始内容存档于2021-12-01）.
16. ↑  . 30 December 2010  [2023-11-25]. （原始内容存档于2023-05-30）.
17. ↑  . jalopnik. 26 March 2015  [2023-11-25]. （原始内容存档于2015-03-28）.
18. ↑  . militarywatchmagazine.   [2023-11-25]. （原始内容存档于2019-10-13）.
19. ↑  . Jalopnik. 26 March 2015  [2023-11-25]. （原始内容存档于2023-12-25）.
20. ↑  . Österreicher Bundesheer. June 2008  [2014-02-05]. （原始内容存档于2015-07-10）.
21. ↑  . Flightglobal.com. 2016-10-10  [2016-11-03]. （原始内容存档于2016-11-04）.
22. 1 2 3  . articles.janes.com.   [2019-01-05]. （原始内容存档于2013-03-18）.
23. ↑  . February 22, 2010  [2023-11-25]. （原始内容存档于2015-04-03）.
24. ↑  .   [2023-11-25]. （原始内容存档于2021-03-07）.
25. ↑  . typhoon.starstreak.net. （原始内容存档于2015-09-12）.
26. 1 2 3  . Janes.com.   [2023-11-25]. （原始内容存档于2012-09-12）.
27. ↑  . www.vydavatelstvo-mps.sk. 10 May 2018  [2023-11-25]. （原始内容存档于2018-05-20）.
28. ↑  .   [2023-11-25]. （原始内容存档于2021-08-11）.
29. ↑  .   [2023-11-25]. （原始内容存档于2022-08-15）.